# 波托西鎮區 (堪薩斯州林縣)
波托西鎮區（英語：Potosi Township）為美國堪薩斯州林縣轄下的鎮區。2010年美国人口普查中該鎮區人口有1,840人。

## 地理
波托西鎮區涵蓋總面積為145.29平方（56.10平方英里），其中141.39平方（54.59平方英里）為陸地，3.9平方（1.5平方英里）或2.68%為水域。海拔高度250（820英尺）。

## 人口統計
根據2010年美國人口普查，波托西鎮區人口有1,840人，住房935戶，人口密度為12.66人/每平方公里。此鎮區居民之種族中，白人有1,751人，非裔美國人有14人，美洲原住民有9人，亞裔美國人有14人，太平洋島裔美國人有2人，其他種族有19人，混血種族則有31人。此外此鎮區有48人為西班牙裔或拉丁裔美國人。

## 交通

### 主要公路
- 69號美國國道
- 52號堪薩斯州州道